# 畑裕子
畑 裕子（はた ゆうこ、本名ひろこ、1948年5月13日 - 2014年5月3日）は日本の作家。近畿地方に関する紀行文や小説、歴史小説を残した。夫は元大阪市立大学教授（環境学）の畑明郎。

## 生涯
京都府大宮町（現在の京丹後市）出身。奈良女子大学文学部国文学科を卒業後、京都府内で11年間公立中学校の国語教師を務める。1979年（昭和54年）に滋賀県蒲生郡竜王町に転居。
1993年（平成5年）、小説「面・変幻」で第5回朝日新人文学賞を受賞。翌1994年（平成6年）には短編小説「姥が宿」で第41回地上文学賞を受賞。2009年（平成21年）の『天上の鼓』で滋賀県文学祭芸術祭賞。
2014年5月3日、肺癌のため滋賀県守山市の病院で死去。65歳没。

## 著書

### 刊行物
- 『明智光秀ゆかりの地を歩く』（サンライズ出版編）、サンライズ出版、2019年
- 『女たちの義経物語：近江国鏡宿傀儡女譚』、サンライズ出版、2015年
- 『百歳物語―絶望の大地に咲く花』、素人社、2012年
- 『江』、角川マーケティング（角川グループパブリッシング）、2011年
- 『天上の鼓』、サンライズ出版、2009年
- 『花々の系譜―浅井三姉妹物語』、サンライズ出版、2009年
- 『源氏物語の近江を歩く（近江旅の本）』、サンライズ出版、2008年
- 『近江戦国の女たち』、サンライズ出版、2005年
- 『椰子の家』、素人社、1995年
- 『面・変幻』、朝日新聞社、1994年
- 『近江百人一首を歩く（淡海文庫）』、サンライズ出版、1994年

### 小説
- 「姥が宿」
- 「面・変幻」
- 「月童篭り」
- 「天上の鼓」
- 「天の衣山」
- 「虹の懸橋」
- 「花不動」
- 「婆さまとゆきべえ」
- 「臍の緒、五つ」